# Monument, Colorado
Monument är en stad (town) i El Paso County, i delstaten Colorado, USA. Enligt United States Census Bureau har staden en folkmängd på 5 666 invånare (2011) och en landarea på 12,5 km².